# Dolmen von Cambous

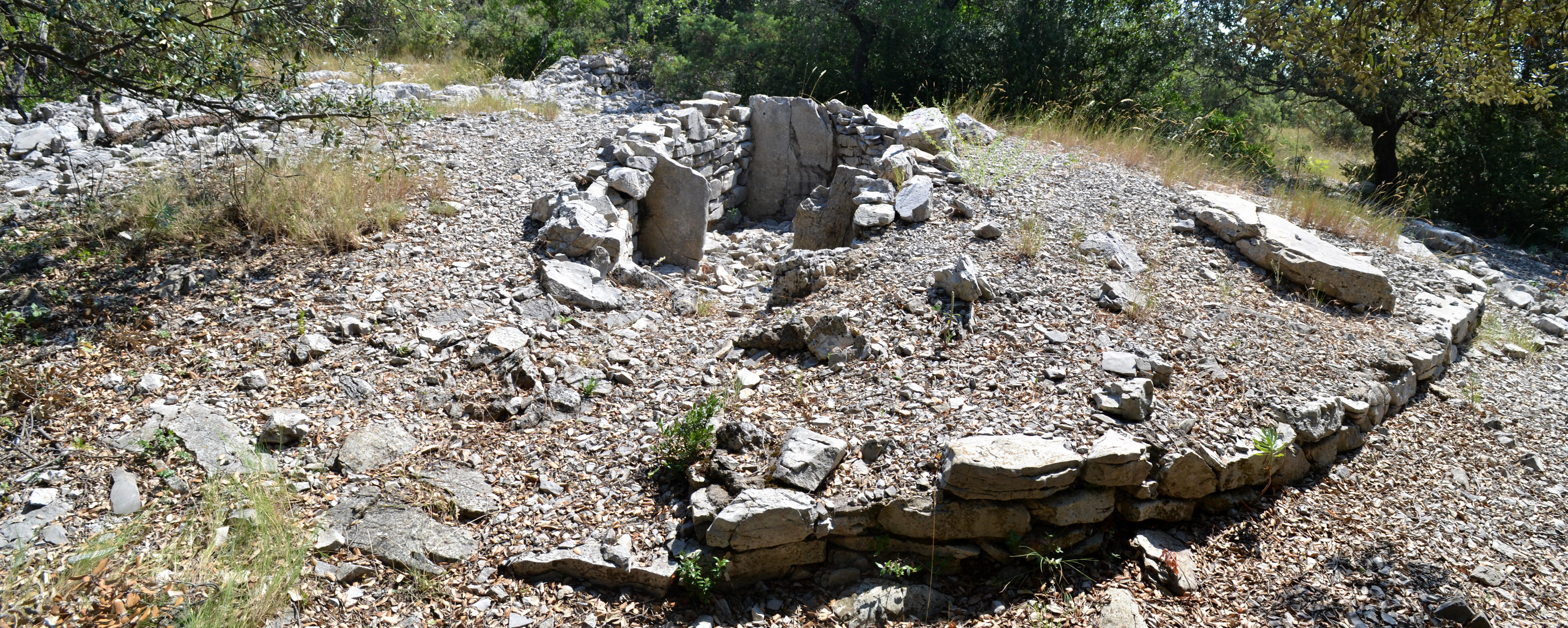
Dolmen von Cambous

Der Dolmen von Cambous liegt neben dem Freilichtmuseum „Site préhistorique de Cambous“ nordöstlich von Viols-le-Fort bei Montpellier im Département Hérault in Frankreich. Dolmen ist in Frankreich der Oberbegriff für Megalithanlagen aller Art (siehe: französische Nomenklatur).
Der von Bruno Marc „Tombe ovale“ genannte Anlagentyp liegt in einem runden Cairn von etwa zehn Metern Durchmesser, um den zwei konzentrische Kreise aus behauenen Steinen liegen. In der Mitte befindet sich eine etwa zwei auf einen Meter große Kammer, die bis auf den Endstein und zwei Eingangssteine aus Trockenmauerwerk gebaut wurde. Es gibt keine Anzeichen für einen Deckstein.

Dolmen von Cambous
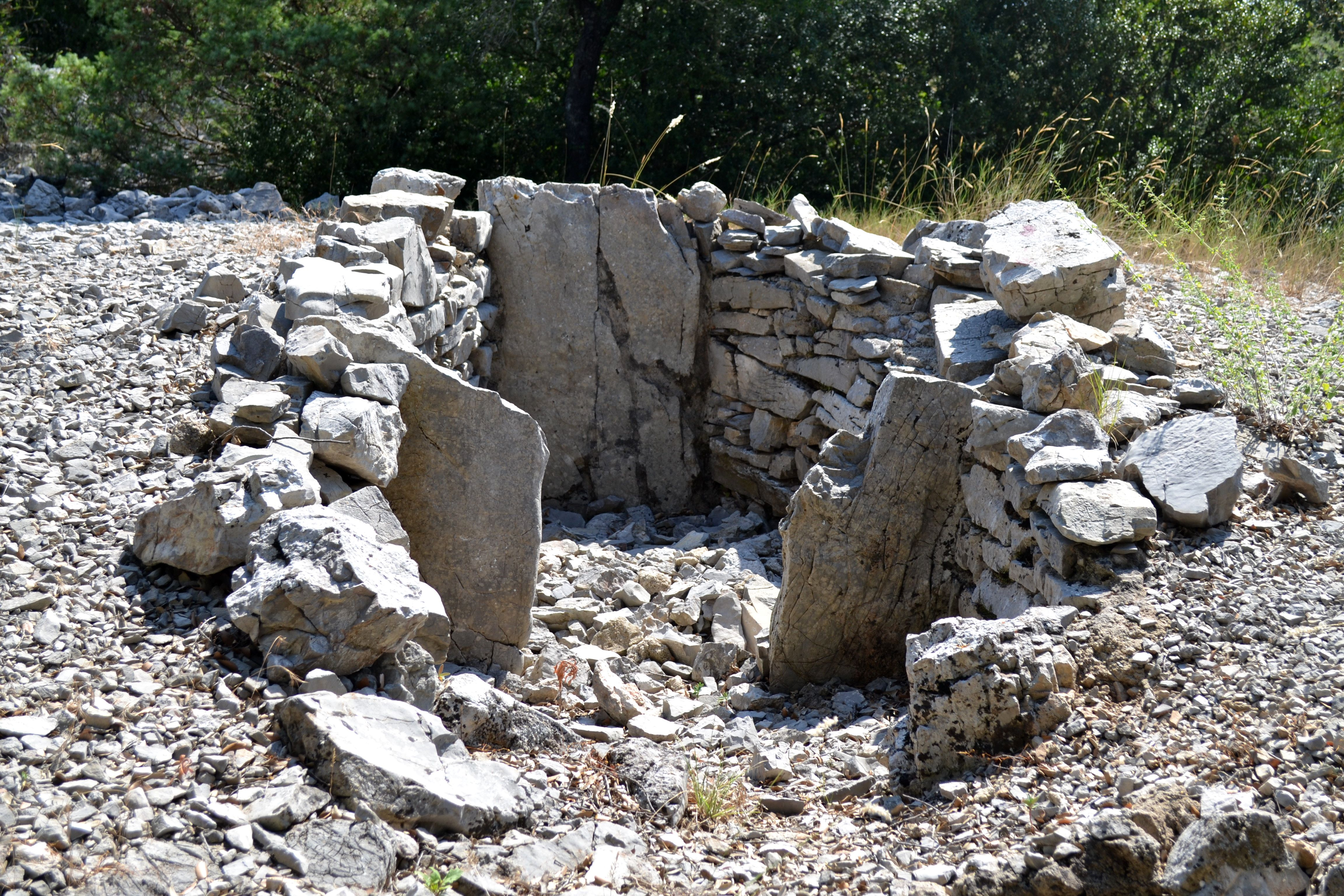
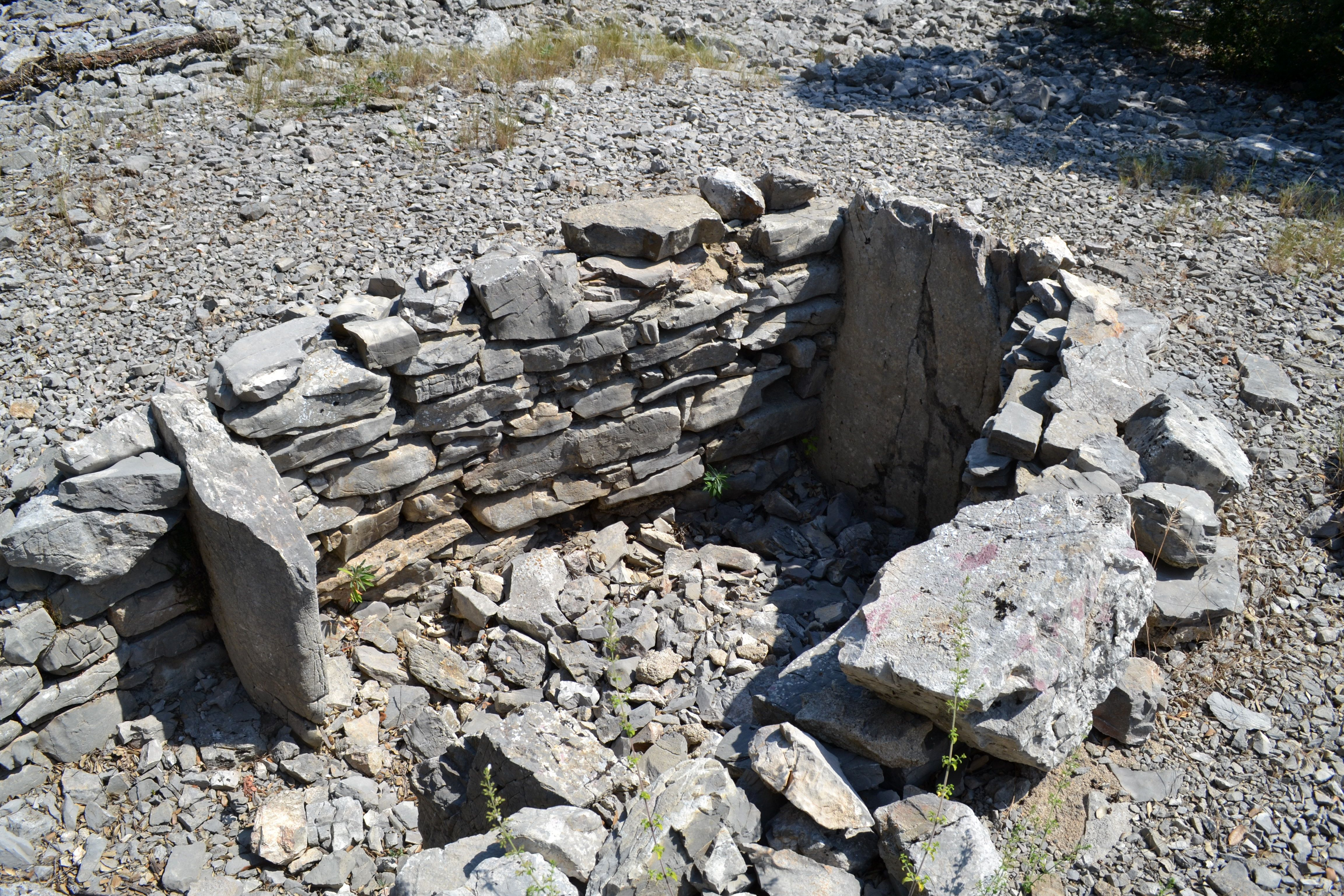
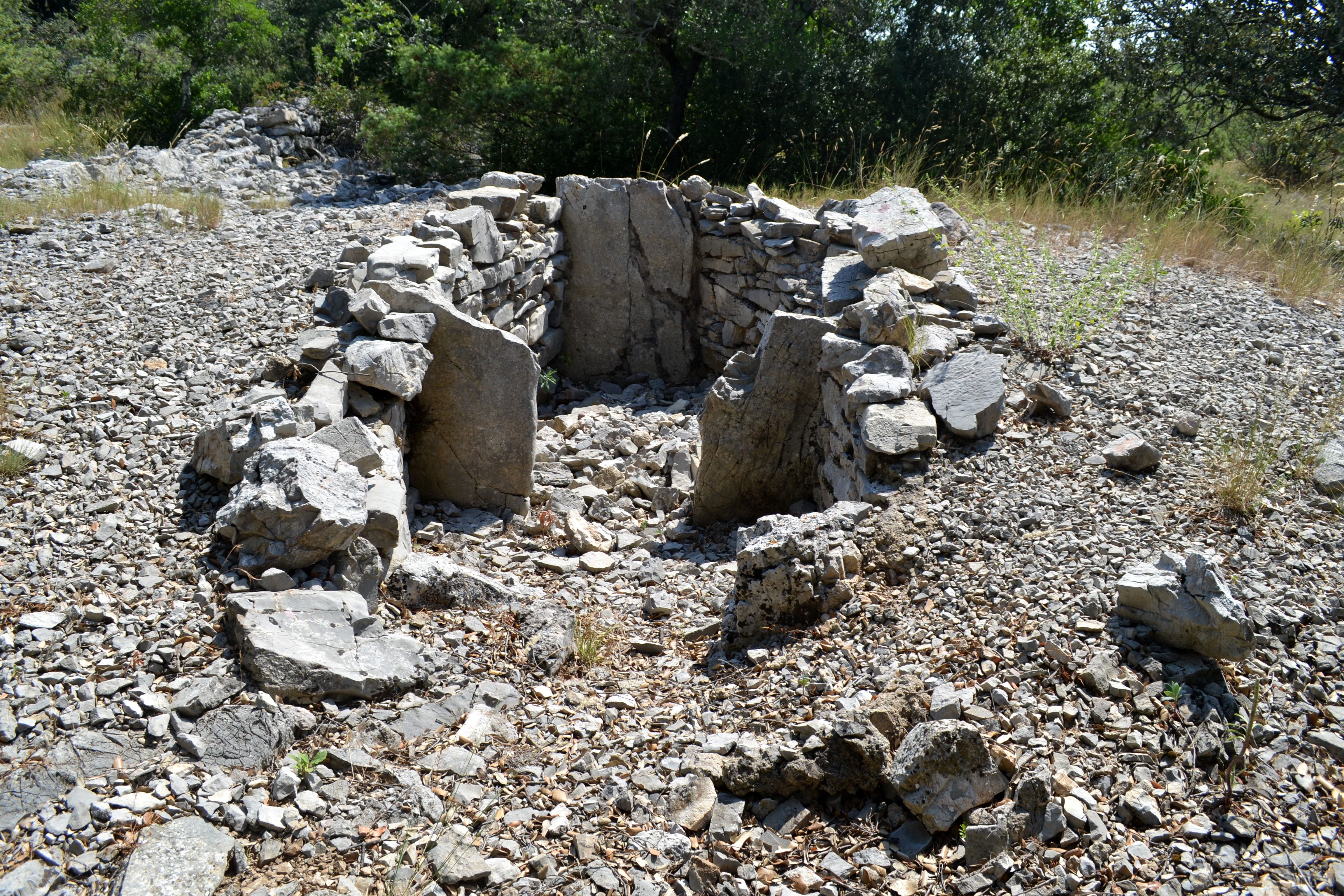

Bruno Marc hat im Herault 20 ovale Anlagen untersucht. Er hält sie für ein Zeugnis der Ankunft neuer Völker oder Riten der Kupfer- und Bronzezeit im Languedoc. Das innovative an den Anlagen ist aber lediglich ihre ovale Form (z. B. „Tombe ovale de Boussagues“, „Tombes ovales du Truc de Marti“, „Tombe ovale des Camps“, „Dolmen von Cazarils“, „Tombe ovale Garrigue Gourmande“, der Tumulus von Escout mit dem ovalen Dolmen „Peyrecor II“).